# Vleutensespoorbrug 2
De Vleutensespoorbrug 2 is de tweede spoorbrug naast de Vleutensespoorbrug. Net als de Vleutensespoorbrug, overspant de brug het Amsterdam-Rijnkanaal en maakt deel uit van de spoorlijn Utrecht - Rotterdam. De brug ligt tussen de Hogeweidebrug en de  Vleutensespoorbrug, op de plek van de voormalige Vleutensebrug.
Deze brug is onderdeel van het project Spooruitbreiding Utrecht Centraal - Leidsche Rijn Het project wordt ook wel UtARk (Utrecht Amsterdam-Rijnkanaal) genoemd. De nieuwe spoorbrug is in 2017 in Schiedam gebouwd en vandaar in delen per schip naar Utrecht vervoerd. Op een locatie op ongeveer 800 meter afstand van de uiteindelijke locatie werd de brug verder afgebouwd.
Tussen 17 en 20 november 2017 werd de brug naar de uiteindelijke ligplaats gereden en met behulp van pontons over het Amsterdam-Rijnkanaal geplaatst. Vijf maanden later, op 16 april 2018 reed de eerste trein over de nieuwe brug. In de eerste maanden na de ingebruikname werd al het treinverkeer over deze brug geleid, zodat de oude brug grootschalig onderhoud kon ondergaan. Op 29 oktober 2018 waren de belangrijkste werkzaamheden afgerond en werden beide bruggen, en daarmee vier sporen in gebruik genomen. In de eerste maanden van 2019 worden de laatste werkzaamheden aan de brug en het talud afgerond.

## Afbeeldingen

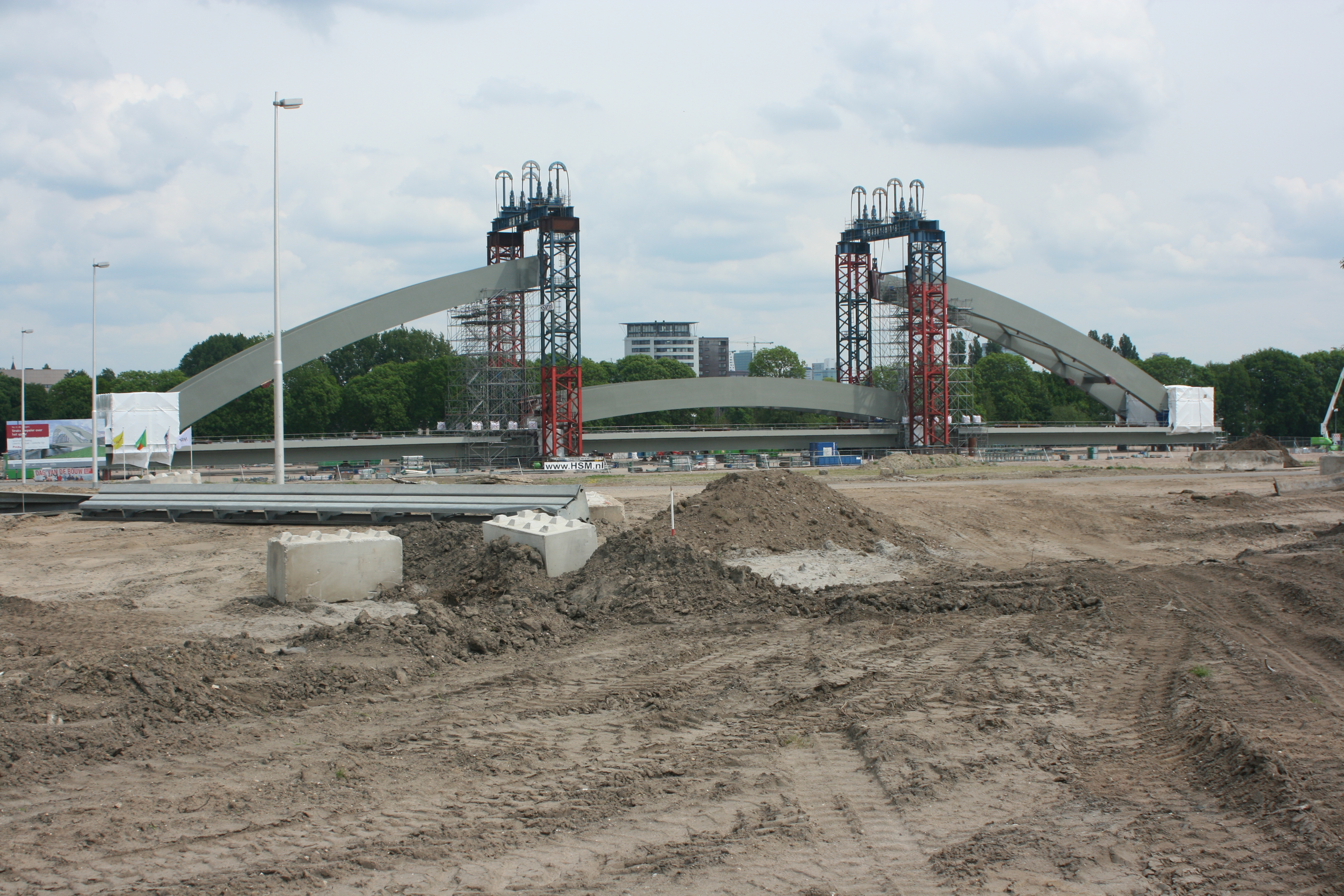
Assemblage van de brug langs het Amsterdam-Rijnkanaal
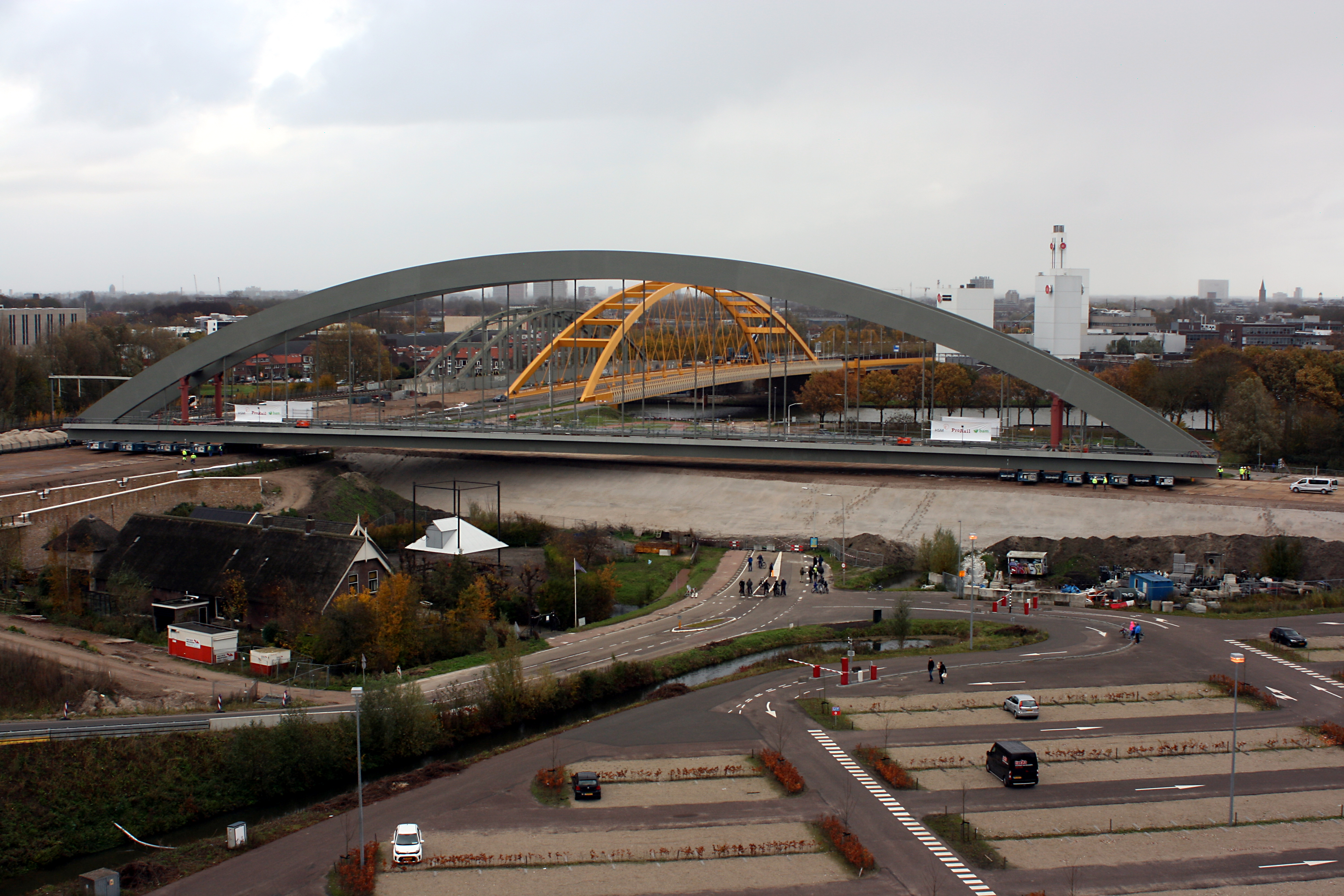
De brug maakt de draai naar de ligplaats
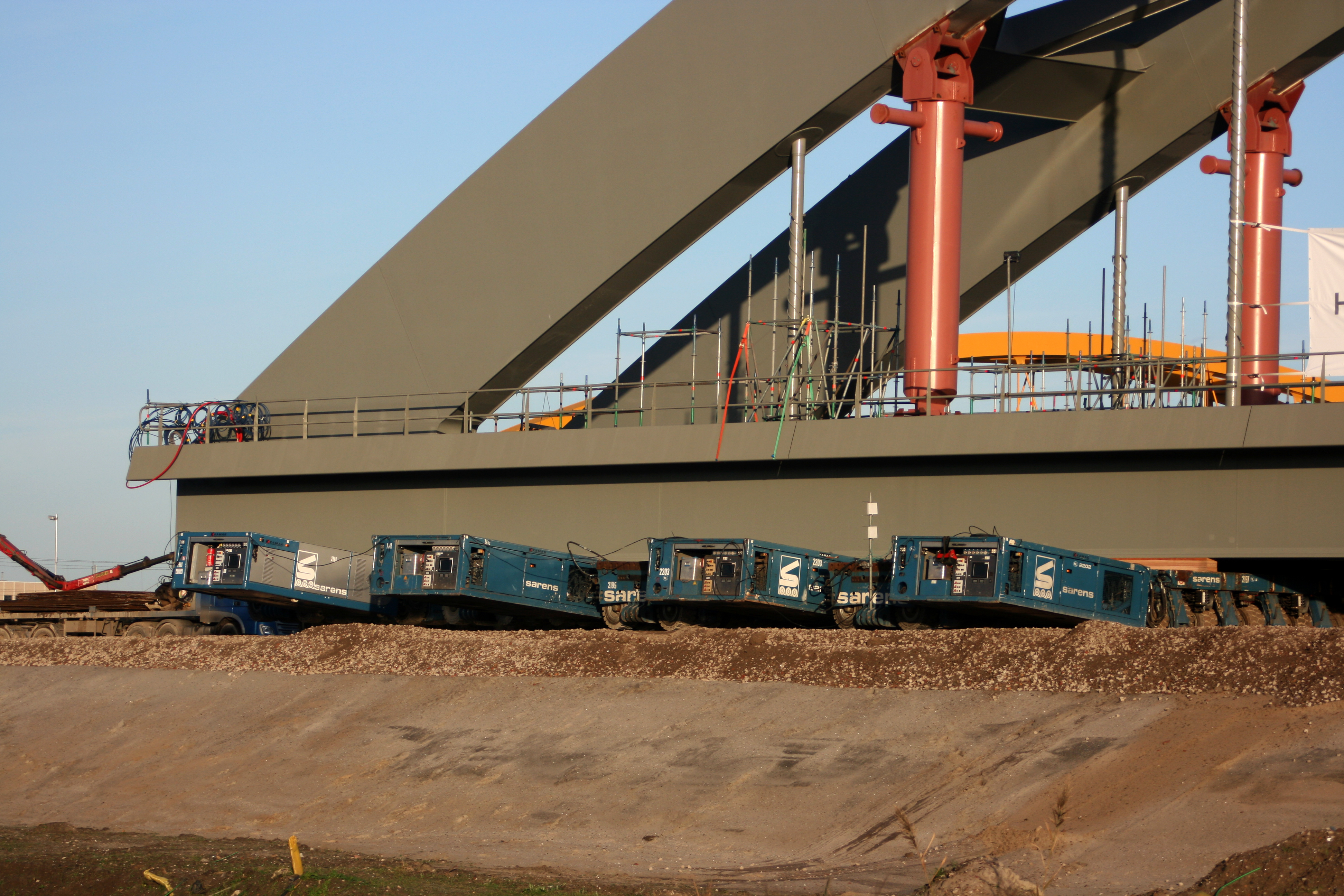
De brug werd verplaatst op 600 wielen